# Kairua
Kairua  est une banlieue rurale du secteur de la cité de  Tauranga située dans la région de la bay of Plenty dans le nord de l’Île du Nord de la Nouvelle-Zélande.

## Situation
La route State Highway /NZlSH 2 (en) circule le long de son côté nord et traverse sa partie nord-est. 
Le stade de Bay parc (en) est situé dans la partie nord-ouest de la localité. 
La  ligne principale de la côte est (en) circule le long du côté sud de la route SH|2.

## Histoire
La gare de Kairua ouvrit le 2 septembre 1928 et ferma le 28 septembre 1957.
La route entre la station du chemin de fer et la banlieue de Mount Maunganui fut goudronnée en 1948.

## Démographie
La zone statistique de Baypark-Kairua couvre 12,96 km²  et a une population estimée de 870 habitants en juin 2022 avec une densité de population de 67 personnes par km2.
Baypark-Kairua avait une population de 591 habitants lors du recensement de 2018 en Nouvelle-Zélande, en augmentation de 123 personnes (26,3 %) depuis le recensement de 2013 et une augmentation de 90 personnes  (18,0 %) depuis le recensement de 2006 en Nouvelle-Zélande.
Il y a 165 logements , comprenant  297 hommes et 294 femmes, donnant un sexe-ratio de 1,01 homme pour une femme. 
L’âge  médian est de 34,3 ans  (comparé avec les 37,4 ans au niveau national), avec 141 personnes (23,9 %) âgées de moins de 15 ans , 123 personnes (20,8 %) âgées de 15 à 29 ans , 252 personnes (42,6 %) âgées de 30 à 64 ans, et 72 personnes (12,2 %) âgées de 65 ans ou plus.
L’ethnicité est pour 49,7 % européens/Pākehā, 59,9 % Māori, 3,6 % personnes du Pacifique (en), 2,5 % d’origine asiatique (en) et 1,0 % d’une autre ethnicité. Les personnes peuvent s’identifier de plus d’une  ethnicité en fonction de leur parenté.
Le pourcentage de personnes nées outre-mer est de 10,7 %, comparé avec les  27,1 % au niveau national.
Bien que certaines personnes choisissent de ne pas répondre à la question du recensement sur leur affiliation religieuse, 32,0 % n’ont aucune religion, 26,9 % sont chrétiens (en), 36,5 % ont des croyances religieuses Māori (en) et 1,5 % ont une autre religion.
Parmi ceux d’au moins 15 ans d’âge, 48 personnes (10,7 %) ont une licence ou un degré supérieur  et  96 personnes (21,3 %) n’ont aucune qualification formelle. 
Le revenu médian est de $22.300, comparé avec les $31.800 au  niveau national. 
45 personnes (10,0 %) gagnent plus de  $70.000 comparé avec les 17,2 % au niveau national. 
Le statut d’emploi de ceux d’au moins 15 ans d’âge est pour 180 personnes (40,0 %) : un emploi à plein temps, pour  84  personnes  (18,7 %) un emploi à temps partiel et 15 personnes (3,3 %) sont sans emploi .

## Voir  aussi
- Liste des villes de Nouvelle-Zélande
- Tauranga